# Lista de prêmios e indicações recebidos por Kaze Tachinu
Kaze Tachinu (風立ちぬ pronúnciaⓘ, Brasil: Vidas ao Vento / Portugal: As Asas do Vento) é um filme animado japonês de drama lançado em 2013, escrito e dirigido por Hayao Miyazaki. Estreou em seu país de origem em 20 de julho, atraindo 750 mil espectadores e lucrando cerca de um bilhão de ienes no fim de semana de estreia. Apenas no Japão, o filme conseguiu arrecadar 12,02 bilhões de ienes, além de ser o longa-metragem mais lucrativo do ano. Mundialmente, Kaze Tachinu arrecadou 131 244 640 de dólares estadunidenses ao final de sua exibição. Os críticos aclamaram-no, com o Rotten Tomatoes relatando uma classificação de aprovação de 88%.
Recebeu dezenove vitórias e cinquenta indicações a diversos prêmios, incluindo uma indicação ao Óscar na categoria de "melhor filme de animação", porém perdeu para o clássico da Disney, Frozen. Em outras cerimônias, o longa-metragem recebeu indicação ao prêmio de "melhor filme de animação", como nos Prêmios Satellite, Prêmio Saturno e aos Prêmios Critics' Choice Movie. Além de ser candidato ao Leão de Ouro no Festival de Veneza em 2013. Ganhou dois prêmios, em que concorria, da Academia do Japão, o de "melhor filme de animação do ano" e "melhor trilha sonora".

## Prêmios e indicações
| Ano                              | Premiação                                         | Categoria                                | Vencedores e indicados   | Resultado            | Ref.          |
| -------------------------------- | ------------------------------------------------- | ---------------------------------------- | ------------------------ | -------------------- | ------------- |
| 2013                             | Alliance of Women Film Journalists                | Melhor filme de animação                 | Hayao Miyazaki           | Venceu               | [ 14 ]        |
| 2013                             | Asia Pacific Screen Awards                        | Melhor filme de animação                 | Toshio Suzuki            | Indicado             | [ 15 ]        |
| 2013                             | Boston Online Film Critics Association            | Melhor filme de animação                 | Kaze Tachinu             | Venceu               | [ 16 ]        |
| 2013                             | Boston Society of Film Critics                    | Melhor filme de animação                 | Kaze Tachinu             | Venceu               | [ 17 ]        |
| 2013                             | Chicago Film Critics Association                  | Melhor filme de animação                 | Kaze Tachinu             | Venceu               | [ 18 ]        |
| 2013                             | Chicago Film Critics Association                  | Melhor filme estrangeiro                 | Kaze Tachinu             | Indicado             | [ 18 ]        |
| 2013                             | Dallas-Fort Worth Film Critics Association        | Melhor filme estrangeiro                 | Kaze Tachinu             | Indicado             | [ 19 ]        |
| 2013                             | Festival de Cinema de Nova Iorque                 | Grand Marnier Fellowship de melhor filme | Kaze Tachinu             | Indicado             | [ 20 ]        |
| 2013                             | Festival Internacional de Cinema de San Sebastián | Prêmio do Público                        | Kaze Tachinu             | Indicado             | [ 21 ]        |
| 2013                             | Festival Internacional de Cinema de Toronto       | Melhor filme dramático                   | Kaze Tachinu             | Indicado             | [ 22 ] [ 23 ] |
| 2013                             | Festival Internacional de Cinema de Veneza        | Leão de Ouro                             | Kaze Tachinu             | Indicado             | [ 24 ] [ 12 ] |
| 2013                             | Florida Film Critics Circle                       | Melhor filme de animação                 | Kaze Tachinu             | Indicado             | [ 25 ]        |
| 2013                             | Houston Film Critics Society                      | Melhor filme de animação                 | Kaze Tachinu             | Indicado             | [ 26 ]        |
| 2013                             | Indiana Film Critics Association                  | Melhor filme de animação                 | Kaze Tachinu             | Venceu               | [ 27 ]        |
| 2013                             | Las Vegas Film Critics Society                    | Melhor filme de animação                 | Kaze Tachinu             | Indicado             | [ 28 ]        |
| 2013                             | Los Angeles Film Critics Association              | Melhor filme de animação                 | Kaze Tachinu             | Indicado             | [ 29 ]        |
| 2013                             | Mill Valley Film Festival                         | Audience Favorite – Animação             | Hayao Miyazaki           | Venceu               | [ 30 ]        |
| 2013                             | National Board of Review of Motion Pictures       | Melhor filme de animação                 | Kaze Tachinu             | Venceu               | [ 31 ]        |
| 2013                             | New York Film Critics Circle Awards               | Melhor filme de animação                 | Kaze Tachinu             | Venceu               | [ 32 ]        |
| 2013                             | New York Film Critics Online                      | Melhor filme de animação                 | Kaze Tachinu             | Venceu               | [ 33 ]        |
| 2013                             | Online Film Critics Society                       | Melhor filme de animação                 | Kaze Tachinu             | Venceu               | [ 34 ] [ 35 ] |
| 2013                             | Online Film Critics Society                       | Melhor fotografia                        | Kaze Tachinu             | Indicado             | [ 34 ] [ 35 ] |
| 2013                             | Online Film Critics Society                       | Melhor filme em língua não inglesa       | Kaze Tachinu             | Indicado             | [ 34 ] [ 35 ] |
| 2013                             | Online Film Critics Society                       | Melhor diretor                           | Hayao Miyazaki           | Indicado             | [ 34 ] [ 35 ] |
| 2013                             | Online Film Critics Society                       | Melhor adaptação                         | Hayao Miyazaki           | Indicado             | [ 34 ] [ 35 ] |
| 2013                             | Phoenix Film Critics Society                      | Melhor filme de animação                 | Kaze Tachinu             | Indicado             | [ 36 ]        |
| 2013                             | San Diego Film Critics Society                    | Melhor filme de animação                 | Kaze Tachinu             | Venceu               | [ 37 ]        |
| 2013                             | San Francisco Film Critics Circle                 | Melhor filme de animação                 | Kaze Tachinu             | Venceu               | [ 38 ]        |
| 2013                             | St. Louis Film Critics Association                | Melhor filme de animação                 | Kaze Tachinu             | Indicado             | [ 39 ]        |
| 2013                             | Southeastern Film Critics Association             | Melhor filme de animação                 | Kaze Tachinu             | Indicado             | [ 40 ]        |
| 2013                             | Toronto Film Critics Association                  | Melhor filme de animação                 | Kaze Tachinu             | Venceu               | [ 41 ] [ 42 ] |
| 2013                             | Utah Film Critics Association                     | Melhor filme de animação                 | Kaze Tachinu             | Venceu               | [ 43 ]        |
| 2013                             | Washington D.C. Area Film Critics Association     | Melhor filme de animação                 | Kaze Tachinu             | Indicado             | [ 44 ]        |
| 2013                             | Women Film Critics Circle                         | Melhor filme para a família              | Kaze Tachinu             | Venceu               | [ 45 ]        |
| 2013                             | Women Film Critics Circle                         | Melhor filme de animação                 | Kaze Tachinu             | Indicado             | [ 45 ]        |
| 2014                             |                                                   |                                          | Kaze Tachinu             |                      |               |
| Denver Film Critics Society      | Melhor filme de animação                          | Indicado                                 | Kaze Tachinu             | [ 46 ] [ 47 ]        |               |
| Georgia Film Critics Association | Melhor filme de animação                          | Indicado                                 | Kaze Tachinu             | [ 48 ]               |               |
| IGN's Best of 2013 Awards        | Melhor filme de animação                          | Indicado                                 | Kaze Tachinu             | [ 49 ]               |               |
| International Cinephile Society  | Melhor filme de animação                          | Venceu                                   | Kaze Tachinu             | [ 50 ]               |               |
| Iowa Film Critics                | Melhor filme de animação                          | Indicado                                 | Kaze Tachinu             | [ 51 ]               |               |
| Oscar                            | Melhor filme de animação                          | Hayao Miyazaki e Toshio Suzuki           | Indicado                 | [ 52 ] [ 8 ] [ 53 ]  |               |
| Prêmios Annie                    | Melhor roteiro de filme animado                   | Hayao Miyazaki                           | Venceu                   | [ 54 ] [ 55 ] [ 56 ] |               |
| Prêmios Annie                    | Melhor filme de animação                          | Kaze Tachinu                             | Indicado                 | [ 54 ] [ 55 ] [ 56 ] |               |
| Prêmios Annie                    | Melhor animação de personagem em filme animado    | Kitarō Kōsaka                            | Indicado                 | [ 54 ] [ 55 ] [ 56 ] |               |
| Prêmios Critics' Choice Movie    | Melhor filme de animação                          | Kaze Tachinu                             | Indicado                 | [ 9 ]                |               |
| Prêmios da Academia do Japão     | Melhor filme de animação do ano                   | Kaze Tachinu                             | Venceu                   | [ 57 ] [ 13 ]        |               |
| Prêmios da Academia do Japão     | Melhor trilha sonora                              | Joe Hisaishi                             | Venceu                   | [ 57 ] [ 13 ]        |               |
| Prêmios Globo de Ouro            | Melhor filme em língua estrangeira                | Kaze Tachinu                             | Indicado                 | [ 58 ] [ 59 ]        |               |
| Prêmios Satellite                | Melhor filme de animação                          | Kaze Tachinu                             | Indicado                 | [ 11 ]               |               |
| 2015                             | Prêmio Saturno                                    | Kaze Tachinu                             | Melhor filme de animação | Indicado             | [ 10 ]        |